# Pomlázka
(Festa, festa, dammi un uovo colorato, se non me lo dai dammene almeno uno bianco e la gallina te ne darà un altro)

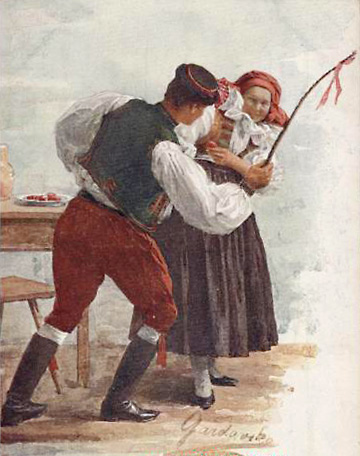

La pomlázka /pɔmlaːska/, in slovacco šibačka /'ʂibatʂka/, è una tradizione pasquale tipica della Repubblica Ceca e della Slovacchia che vede i maschi andare, a Pasquetta a frustare simbolicamente, sulle gambe o sul sedere, le femmine con una frusta di salice per ricevere in cambio dolci, uova sode e, per gli adulti, alcolici.

## Descrizione
La tradizione è ritenuta un augurio di gioventù per le ragazze, che donano nastrini ai ragazzi da aggiungere alla frusta, come si può notare dalla radice della parola "pomladit", ossia "ringiovanire".
Soprattutto nei villaggi rurali cechi anche l'acqua, spruzzata o in forma di gavettone, è vista come segno di gioventù e usata il giorno del Lunedì dell'angelo.